# Incidente del Boeing V-22 a Marana
L'8 aprile 2000, un V-22 Osprey operato dal Corpo dei Marines degli Stati Uniti si schiantò durante un'esercitazione notturna all'aeroporto regionale di Marana vicino a Tucson, in Arizona. L'incidente uccise tutti i 19 marines americani a bordo e intensificò il dibattito sull'affidabilità dell'Osprey.
Successivamente fu stabilito che l'aereo era entrato in una condizione aerodinamica nota come anello di vortice, risultata da un'elevata velocità di discesa aggravata dall'errore del pilota. Come risultato dell'indagine, il V-22 fu soggetto a un'ulteriore riprogettazione e infine entrò in servizio operativo nel 2007.

## L'incidente
L'8 aprile 2000, un V-22 Osprey pilotato dal maggiore Brooks Gruber e dal tenente colonnello John Brow stava conducendo un'esercitazione di addestramento notturno simulando l'evacuazione di un combattente all'aeroporto regionale di Marana Nordovest a Marana, in Arizona, circa venti miglia a nord-ovest di Tucson. Il V-22 trasportava 15 passeggeri, tutti marines americani, e stava volando in una formazione di quattro V-22 quando si verificò l'incidente. Due dei V-22 della formazione stavano effettivamente eseguendo l'esercizio mentre gli altri due osservavano la loro prestazione.
Mentre si avvicinavano al luogo dell'atterraggio, i piloti del V-22 coinvolto si resero conto che si trovavano a 2.000 piedi sopra l'altitudine di discesa richiesta e che disponevano di una potenza ridotta. Mentre il tenente colonnello Brow manovrava l'aereo per atterrare, l'Osprey iniziò un rollio irregolare, girandosi sulla schiena e sbattendo con il muso a terra. Tutti i 19 marines a bordo dell'aereo rimasero uccisi. Anche il secondo V-22 effettuò un atterraggio brusco, ma non subì vittime.

## L'indagine

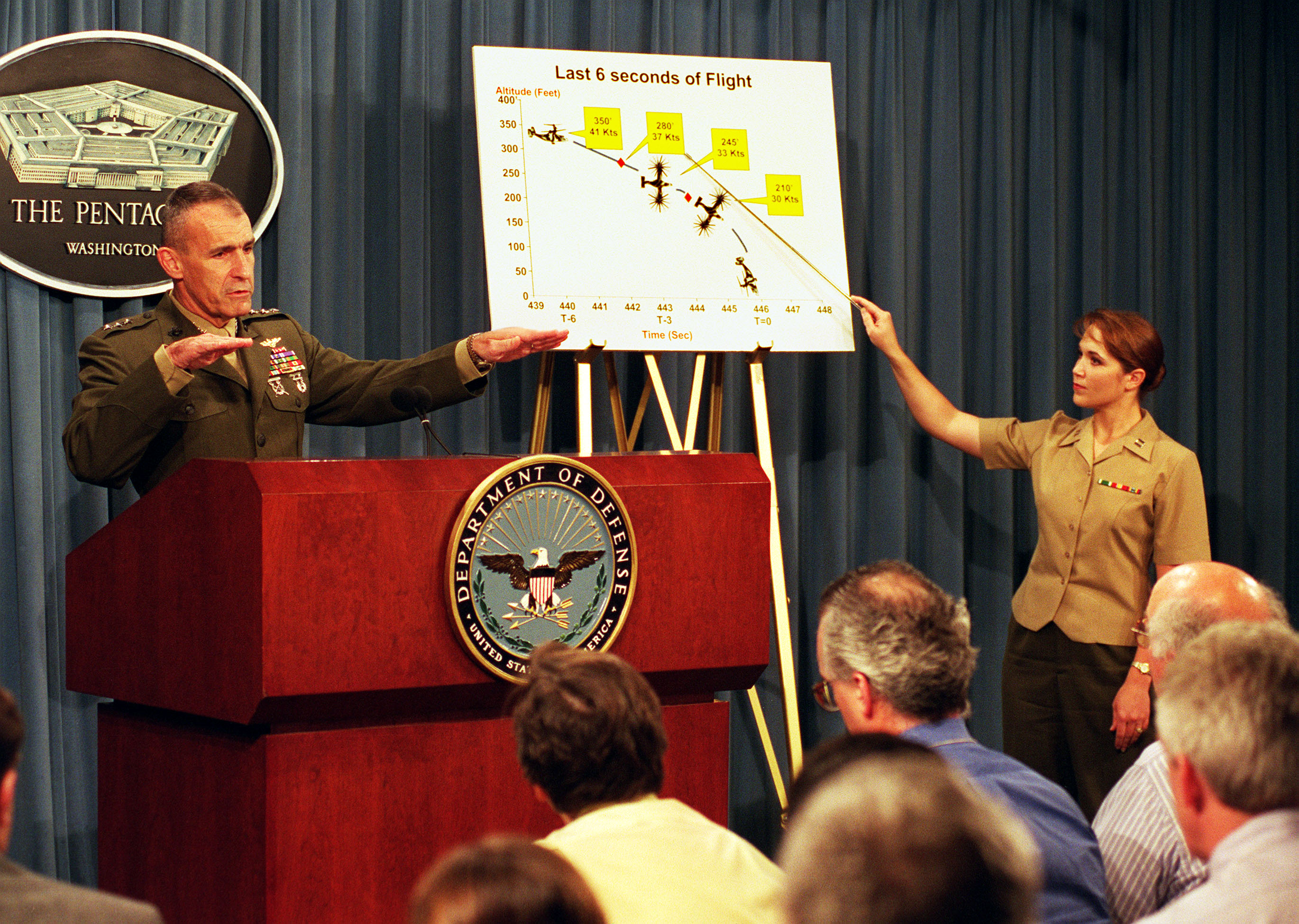
Il tenente generale Fred McCorkle informa i giornalisti sulle indagini sull'incidente del V-22 dell'aprile 2000.

Poco dopo l'incidente è stata avviata un'indagine per determinarne le cause. L'indagine escluse la maggior parte delle cause possibili e ha limitato la velocità di discesa dell'aereo come causa principale. Gli investigatori confrontarono la velocità di discesa effettiva dell'aereo dell'incidente con quella richiesta dal manuale di volo del V-22, riscontrando delle discrepanze. Mentre il V-22 scendeva per atterrare, la velocità era di 2.000 piedi al minuto, ben al di sopra degli 800 piedi al minuto prescritti. La velocità fece sì che l'aereo entrasse in una condizione aerodinamica nota come stato anello del vortice. In questa condizione, un vortice avvolge il rotore, provocando la perdita di portanza dell'aereo, che in sostanza scende nel suo stesso downwash.
Dopo due mesi di indagini da parte dello United States Marine Corps Judge Advocate Division, è stato rilasciato un rapporto finale che assolse l'aereo stesso da qualsiasi guasto meccanico, dando invece la colpa al tasso di discesa eccezionalmente elevato unito all'errore umano.
Il rapporto diceva: "Questo incidente non sembra essere il risultato di alcun fattore di progettazione, materiale o manutenzione specifico dei rotori inclinabili. La sua causa principale, quella di un MV-22 che entra in uno stato di anello di vortice (assestamento di potenza) e/o in una condizione di stallo della pala non è peculiare dei rotori basculanti. Anche i fattori che hanno contribuito all'incidente, un avvicinamento ripido con un alto tasso di discesa e una velocità ridotta, la scarsa coordinazione dell'equipaggio e la ridotta consapevolezza della situazione non sono peculiari dei rotori basculanti."
Il giudizio finale nel dibattito fu la decisione del 2016 dell’allora vice segretario alla Difesa Robert Work che difese i piloti dell’incidente, una battaglia durata 16 anni.
Nel rapporto venne scritto:
"Alla fine, il vice segretario alla Difesa Bob Work - lui stesso un ex marine - ha esaminato le prove e ha pubblicato una lettera in cui si leggeva: "Non sono d'accordo sul fatto che la spinta dei piloti a portare a termine la missione sia stato 'il fattore fatale' che ha contribuito all'incidente."

## Conseguenze
L'incidente indusse a dichiarare una moratoria di due mesi sui voli di prova del V-22, rinviando ulteriormente il suo ingresso nel servizio militare operativo. Il direttore dei test operativi e della valutazione del Dipartimento della Difesa scrisse un rapporto sette mesi dopo l'incidente affermando che l'Osprey non era "operativamente adatto, principalmente a causa di affidabilità, manutenibilità, disponibilità, fattori umani e problemi di interoperabilità", implorando ulteriori ricerche da condurre nella suscettibilità dell'Osprey allo stato di anello di vortice. Tuttavia, un comitato convocato dal Segretario alla Difesa William Cohen per rivedere il programma V-22, ne raccomandò la continuazione nonostante molti problemi di sicurezza e affidabilità. Di conseguenza, il budget per gli appalti è stato ridotto, ma il budget per la ricerca e lo sviluppo è stato aumentato. Otto mesi dopo, un altro MV-22 Osprey, mentre conduceva un addestramento vicino a Jacksonville, nella Carolina del Nord, si schiantò, uccidendo 4 marine.